# 2022年世界跑酷錦標賽
2022年世界跑酷錦標賽是首屆世界跑酷錦標賽。原定於2020年4月3日至5日在廣島市舉行，後由於2019冠狀病毒病疫情而推遲，於2022年10月14日至16日在日本東京都舉行。

## 獎牌得主

### 男子
| 项目   | 金牌                              | 银牌                              | 铜牌                              |
| 速度   | 博赫丹·科爾馬科夫 · 乌克兰（UKR） | 安德里亞·康索里尼 · 義大利（ITA） | Tangui van Schingen · 荷兰（NED） |
| 自由式 | Dimitris Kyrsanidis · 希腊（GRE） | 滕高正 · 中国（CHN）              | Davide Rizzi · 義大利（ITA）      |

### 女子
| 项目   | 金牌                           | 银牌                             | 铜牌                        |
| 速度   | Miranda Tibbling · 瑞典（SWE） | Stefanny Navarro · 西班牙（ESP） | Lilou Ruel · 法國（FRA）    |
| 自由式 | Ella Bucio · 墨西哥（MEX）     | 山本華步 · 日本（JPN）           | Adéla Měrková · 捷克（CZE） |